# Hippokratész
Kószi Hippokratész (ógörögül: Ιπποκράτης, latinul: Hippocrates), (Kosz, Kr. e. 460 – Larissza, Kr. e. 377 körül) ókori görög orvos, a kószi orvosi iskola vezetője, természettudományos író, antropológus. Az orvostudomány megalapítójának tartják, az ókorban egyenesen Aszklépiosztól, a gyógyítás istenétől származtatták. Névrokona a matematikus khioszi Hippokratész és Hippokratész, Géla türannosza is.
Bár személyét egyesek túlértékeltnek tartják, hiszen jórészt az ókori egyiptomiak tudományát foglalta össze, tény, hogy rendkívül nagy hatással volt az egész utókorra, köztük Avicennára, a leghíresebb muszlim orvosra, a nyugati orvostudomány atyjára.

## Élete
A Hippokratész életéről fennmaradt feljegyzések egymásnak ellentmondó, bizonytalan állításokat tartalmaznak. Biztos adatokat életrajzírójától, az epheszoszi Szóranosztól tudunk meg, aki a kószi Aszklépiadai irattárban kutatott. Tőle tudjuk, hogy Hippokratész a 80. olümpiász 1. évében (i. e. 460–459) született, Argianiosz hónap 27. napján, Hebriadasz monarchiája idején. Hippokratész életéről semmi mást nem tudunk hitelesen állítani. Némely feljegyzések szerint apját Hérakleidésznek hívták, nagyapját pedig ugyancsak Hippokratésznak, anyját pedig – akárcsak Szókratész anyját – Phainarétának. Családja Héraklészt is ősként tisztelte.
Valószínű, hogy a fiatal Hippokratészt apja vezette be az orvostudományba. Ebben a korban ugyanis a legtöbb mesterség apáról fiúra szállt; a legfőbb bizonyíték azonban az eskü, amely kimondja, hogy ingyen kell tanítani a mester nemzetségét, és a tudást – a tanítvánnyá szegődött idegent kivéve – senki mással nem szabad közölni, csak saját gyermekeinkkel. A törvény néven ismert eskü egy részlete: „szent dolgokat csak szent embereknek mutatunk meg; avatatlanoknak nem szabad, amíg be nem vezettük őket a tudás orgiáiba”.
Ugyancsak a fennmaradt életrajzokból tudhatjuk, hogy Hippokratész nemcsak az orvostudományokban beavatott mesterektől tanult, hanem olyan, idegen tanítóktól is, mint
- szelümbriai Hérodikosz,
- Gorgiasz és
- Démokritosz.

Közülük különösen Démokritoszhoz fűzte szoros barátság. Philón a De providencia (II. 13) című művében úgy jellemezte viszonyukat mint: aemulatores sapientiae inter se (a bölcsességben vetélkedők). Megjegyzendő, hogy Hippokratész nem orvostudományi, hanem filozófiai problémák miatt fordult a filozófushoz. Kettejük kapcsolatát számos más feljegyzés is említi, így például:
- Celsus, aki Hippokratészt Démokritosz tanítványának nevezi,
- Athénodórosz (ld. Diogenész Laertiosz IX. 42)

és más peripatetikus gondolkodók is. A Hippokratészi Gyűjteményben 11 levél marad fent, amelyek említik ezt a regényes barátságot: az elbeszélés szerint Hippokratész állított ki orvosi igazolást arról, hogy Démokritosz nem őrült. Ugyanis az abdérai lakosok levélben kérték az orvost, hogy segítsen megőrült honfitársukon. Hosszas levelezés után Hippokratész Abdérába utazott. A levelek arról is beszámolnak, hogy Hippokratész utazása előtt írt egy Halikarnasszoszban működő honfitársának, Dionüsziosznak, hogy távollétében ne maradjanak a kósziak orvos nélkül. Ugyancsak írt Rodoszba hajóért és írt Krateuszasznak (az i. e. 1. században élt híres gyógynövénygyűjtőnek) is füvekért. Abdérába érkezvén Démokritoszt mély elmélkedés közepette találta, majd miután eltöltött vele valamennyi időt, megnyugtatta az abdéraiaikat, hogy filozófusok nem örült: teljes joggal nevet az emberi gyarlóságokon. A két bölcs a következő években számos levelet váltott, állítólag Démokritosz elküldte Hippokratésznek Az őrültségről című értekezését, aminek egy-két mondatát Hippokratész a Szent betegségről szóló művében idézi.
A gyűjteményhez csatolt levelekből egy dolog vonható le bizonyosan: otthoni tanulmányait befejezve Hippokratész idegen földre utazott, hogy egy, az i. e. 5. században gyakori szokást követve megtapasztalja a nagyvilágot. Az Epidémiák I. és III. könyve szerint Hippokratész Észak-Görögországba, Tharszosz szigetére, a szemben fekvő trákiai partra és Thesszáliába távozott. A modern kori kutatás ezen állítások némelyikét i. e. 430. évi feliratokkal igazolta (ld. E. Jacobs: Thasiaca. Berlin, 1893). Trákiai utazása nagyon valószínű, hiszen Hippokratész sírja és családjának későbbi története is ezt igazolja. Úgy tudjuk, hogy nagyon idős korában, az i. e. 4. század első harmadában Larisszában halt meg. Családja a görögség északi részével nemzedékeken át összeköttetésben marad: a makedón udvart gyógykezelte, sőt egyik fia Thesszalosz állítólag egy szicíliai expedícióban is részt vett az athéniak oldalán, később pedig I. Arkhelaosz makedón király (ur.: i. e. 414–399) udvari orvosa volt. Egy másik fia, Drakón egyik leszármazottja állítólag Nagy Sándor feleségének, Roxanénak volt az orvosa.

## Munkássága

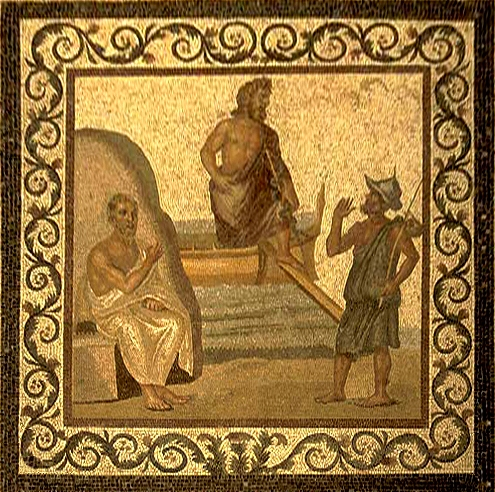
Kósz-szigeti mozaik: középen Aszklépiosz, balra Hippokratész, jobbra egy beteg

A neve alatt fennmaradt írásokat tartalmazza a „Corpus Hippocraticum” (Hippokratészi gyűjtemény), bár a gyűjtemény nem minden darabjának hitelessége igazolt. Egyik legjelentősebb munkája az „Aphoriszmoi” (Aforizmák), amelyek bölcseleti intelmek, s amelyek közül több mind a mai napig élőként fennmaradt. „Peri arkhaiész iétrikész” (A régi orvostudományról) című művét Platón is idézi, mivelhogy filozófiájának természettudományi alapokat adott. Felfogásának lényege a gondos megfigyelésen és feljegyzéseken alapuló tapasztalati tudás nagyrabecsülése, és a környezet döntő fontosságának felismerése volt. A gondos megfigyelést fölébe helyezte az elméleti spekulációknak. A megfigyelésekből vont le következtetéseket az egyes betegségek lefolyására és kritikus napjaira vonatkozólag. Kidolgozta a betegvizsgálat módszertanát. Részletesen leírta egyes betegségek (tüdőgyulladás, gyermekágyi láz, epilepszia) tüneteit.
Felvilágosult látásmódját tanúsítja, hogy a „Szent betegséget”, az epilepsziát nem holmi démonok ártó hatásának tartotta, hanem az agy egy bizonyos megbetegedésének. „Peri aerón hüdatón topón” (A levegőről, a vizekről és a helyekről) című műve az általános emberismeret föld- és néprajzi kiteljesedéséhez járul hozzá irodalmi téren és eszközökkel. Hangsúlyozta a természet gyógyító erejének szerepét. Nagy jelentőséget tulajdonított az egészség megőrzésében a helyes táplálkozásnak és a testmozgásnak.
Hippokratész minden betegségben a négy testnedv – haima (vér), kholé (sárga epe), melankholé (fekete epe), phlegma (nyálka) – aránytalan eloszlását, az éltető testnedvek hibás keveredését látta (humorálpatológia). A gyógykezelésben pedig a legfontosabbnak a szervezet ellenálló képességének növelését tartotta, ártalmatlan módszerekkel. Meggyőződése szerint az orvosi működés alapja az erkölcsi tisztaság, az orvosi etika törvényeinek megtartása.
Hippokratész irodalmi alkotásait elsőként a görögül író római orvos, Galénosz magyarázta a császárkorban.
A „Horkoszt” (eskü) az egykori tanítványok nyomán teszi le ma is minden újonnan végzett orvos, megfogadva az orvosi etika legmagasabb rendű formáinak betartását.

### Örökléstani nézetei

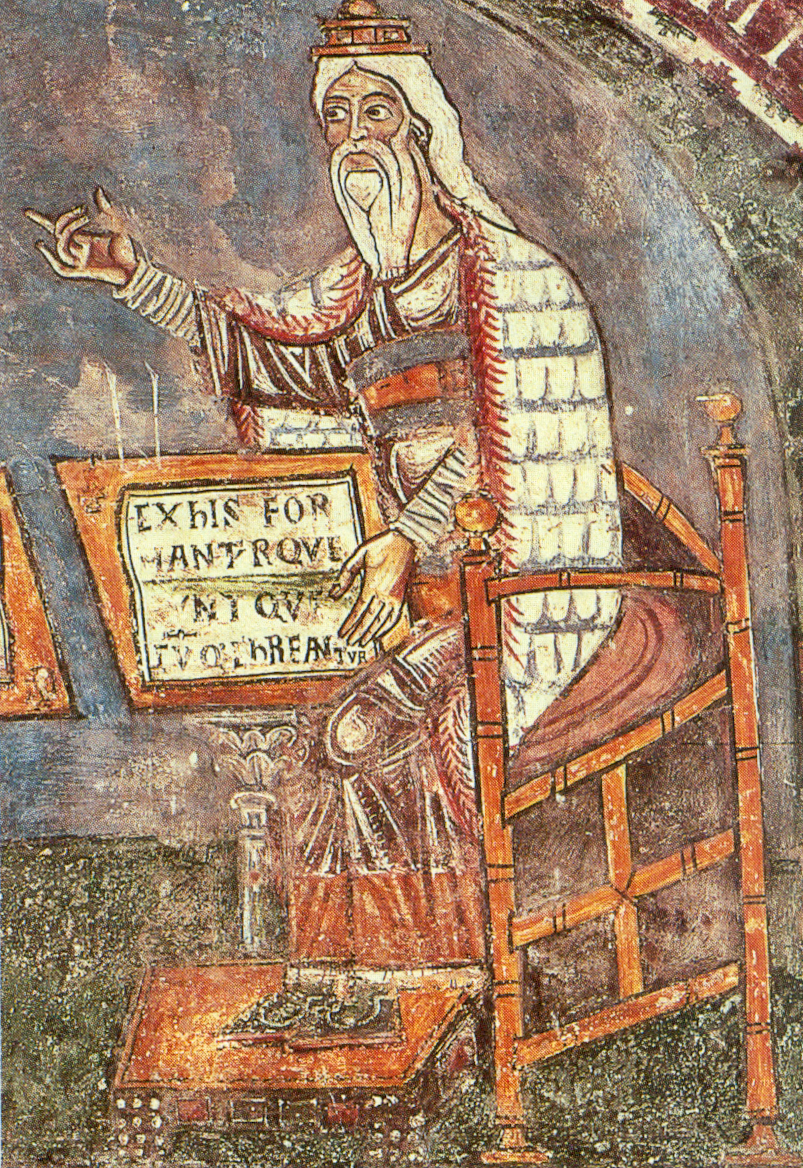
Hippokráteszt ábrázoló római freskó részlete

A tulajdonságok öröklődését is keveredéssel, a férfi és a női magnedv elegyedéssel magyarázta. Úgy vélte, a gyermek nemét és jellemvonásait is az szabja meg, hogy a kétféle magnedv közül melyik kerül túlsúlyba, a mikor a párzás után a nedvek elegyednek. E folyamat eredményeként a gyermek örökölheti például az egyik szülő szemét és a másik orrát stb. Azok a tulajdonságok, amelyek kialakításában egyik nedv sem kerekedik felül, a két szülő közötti, átmeneti jellegűek lesznek.
Ezeket az elképzeléseit halála után Arisztotelész jóval kezdetlegesebb, patriarchális álláspontja hosszabb időre háttérbe szorította, de a természettudományok kialakulásával ismét népszerűvé váltak, és egészen a 19. század végéig, Johann Gregor Mendel kísérleteiig meghatározták a tudományos világ álláspontját. Maga Darwin sem tudott jobb elképzeléssel előállni, éppen ezért nem talált megfelelő mechanizmust az általa felfedezett természetes kiválasztódás és az egyedek sokféleségének magyarázatára – Hippokratész elméletéből ugyanis a különbségek eltűnése következik.

### Pszichológiája
Hippokratész nemcsak az orvoslás hanem a lélektan területén is az úttörők között állt. Ő volt az első a görögök közül aki a lelket nem nem aérnek (levegőnek) hanem pszükhének nevezte.
Hippokratész lélektani vizsgálódásainak a fő célja – int orvosi írásainak többsége – a dietétika alkalmazása volt. A testet és a lelket egymástól különböző ám egymással szoros összefüggésben álló dolgoknak gondolta, s ezért azt állította, hogy a megfelelő étrendi szabályokkal hatni lehet a lélekre.
Hippokratész kétféle lelket különböztetett meg: egy kozmikusat és egy egyéni lelket. A világlélek az ami az állati testben (az emberében is) rendet teremt (I. 6), úgy hogy a légzés folyamatán „belecsúszik” (I. 25); és bár a világlélek az összes élőlényben megtalálható, némely állatban és az emberben csak a fajra jellemző rész marad meg és működik. Az egyéni lélek tulajdonsága az, hogy gyarapodásra képes: ifjúkorban a többlet a test növekedésére szolgál, öregkorban pedig a kisebbedést szolgálja. A lélek csupán mennyiségében és az általa elfoglalt terület arányában gyarapszik, viszonyaiban és minőségeiben viszont örökké változatlan marad: „sem természettől, sem kényszer által nem változik”.
Ugyancsak a lélek aktivitásával magyarázta az alvás folyamatát is. Alváskor a lélek visszavonul „a maga külön lakásába” (IV. 86), oda, hol „a tűz a legmelegebb és a legerősebb, szemnek és tapintásnak hozzáférhetetlen”, középpontjába mindannak, „ami lélek, ész, gondolat, növekedés, mozgás, fogyás, változás, álom, ébrenlét” (I. 20)
Akárcsak ahogyan a világ felépítéséről gondolta, a lélek harmóniáját a víz és a tűz keveredési arányával magyarázta. A keveredés alapján a lelki alkatok hét csoportját határozta meg. Itt érdemes megemlíteni, hogy a hetes szám különösen fontos helyet foglalt el Hippokratész gondolkodásában: a megismerést és az érzékelést hét forma segítségével magyarázta, mert hét magánhangzóval beszélünk és írunk, és ugyancsak hét érzékszervvel rendelkezünk (az öt érzékelési mód mellé Hippokratész további kettőt rendelt: a beszélő szájat és a lélek csatornáit, azaz a pórusokat).
Hippokratész szerint az a lélek a legértelmesebb, melynek keverékében a tűz legnedvesebb és a víz legszárazabb minőségéből kevert.A többi hat csoport úgy különül el, hogy három a víz túlsúlyán, a másik három pedig a tűz túlsúlyán alapul. A legtüzesebb lélek mániákus lesz, a legvizesebb pedig hülye. Mivel azonban a lelkek anyagi elemekből épülnek fel, a megfelelő diétával befolyásolható lesz: a nedves étel nyugodtabbá, állhatatosabbá tesz, a száraz táplálék pedig élénkebb gondolkodást okoz. Azonban a lelki bajok dietetikus gyógyítása csak akkor lehetséges, ha az alapelemek keveredése okozta a gondot; azonban ott ahol a lélek csatornái, a pórusok minősége a gond, ott az étrend nem segít. Hippokratész különösen az érzelmi és akarati életet tartja a lélek olyan megnyilatkoztatásnak, ahogy a pórusok minősége a döntő (I. 36).

### A filozófia ellen
Hippokratész, korábban élt orvostársaival szembefordulva, éles határt húzott a filozófia és az orvostudomány közé. Szerinte az ember működése nem érthető meg filozófiai fejtegetésekből, hanem természettudományos kutatásokra kell hagyatkozni. Az orvostudománynak nincsen szüksége igazolatlan eszmékre: „az orvostudomány nem szorul üres feltevésekre, mint a láthatatlan és bizonytalan dolgok, amelyeknél szükségképp felvetéssel él, aki róluk beszélni akar. Az égben és a föld alatt történő eseményeknél van ez így. Mert ha ezekről azt mondja valaki: tudja, hogy s mint vannak, sem maga a beszélő, sem a hallgatók nem dönthetik el, igaz-e vagy sem. Mert itt nem létezik, amire ismereteinket visszavezetve a feltétlen igazat tudjuk meg”.

## A hippokratészi gyűjtemény
A Hippokratész nevéhez fűződő irodalom körülbelül ötven műből áll. A gyűjteményben szereplő művek tartalma változó, formában, terjedelemben, előadási módban egymásnak ellentmondó iratok, mindez pedig arra engedi következtetni a kutatókat, hogy nem minden mű hippokratészi eredetű.
A fennmaradt orvosi iratok tartalma az orvoslás majdnem összes területére kiterjednek: találhatunk bonctani könyveket, sebészeti könyveket, nőgyógyászattal foglalkozó könyveket és olyanokkal is amelyek különböző betegségek okait és megjelenési formáit írják le, vagy a legáltalánosabb orvostudomány módszereit fejtegetik. Az anatómiai könyvek további részterületre oszlanak s szinte minden egyes szervről külön könyv szól. Ilyenek például A szívről, A mirigyekről és A csontok természetéről című könyvek. A fiziológiai írások a test nedveiről és az abban működő levegőről, a pneumáról írnak. Ilyen mű Az ember természetéről című munka. A speciális patológia és a terápia körében sebészeti könyvek: Az ízületről, A törésekről, A fejsérülésekről, A sebekről, stb. A belgyógyászati könyvek – az akkori tudomány sajátosságaként – főleg az étrendről és a táplálkozásról szólnak. Ilyen könyv például a négy kötetes A betegségekről című. A nőgyógyászati könyvek a női betegségek és a termékenység mellett embriológiai fejtegetéseket is tartalmaznak. Továbbá találunk egy szemészeti és egy gyermekgyógyászati könyvet is, valamit egy pszichiátriai témákkal foglalkozó A szent betegségről címűt, amely – mivel az akkoriban a lelki betegségeket a test változó állapotaival magyarázták – főleg az epilepsziáról szól.

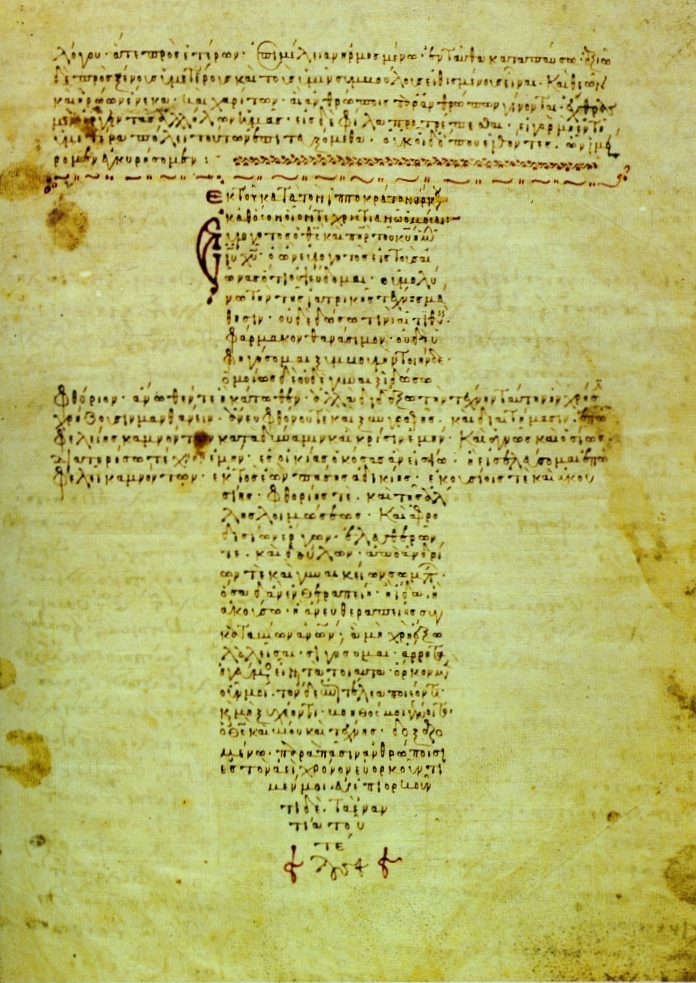
12. századi bizánci kézirat Hippokratész egyik művéből

A hippokratészi könyvek a következők:
- Horkosz – Az eskü

- Általános tartalmú művek
  - Propedeutikus művek

  1. Nomosz – A törvény
  2. Peri iétru – Az orvosról
  3. Peri euszkhémoszünész – A tisztességről
  4. Parangelai – Utasítások
  5. Kat' iétreion – Az orvosi műhelyben

  - Egyetemes orvostudományi művek

  1. Peri hebdomadón – A hetes számról
  2. Peri nuszón – A betegségekről
  3. Peri khümón – A nedvekről
  4. Peri topón kat’anthrópon – Az emberi test helyeiről
  5. Aphoriszmoi – Aforizmák

  - Orvosbölcseleti művek

  1. Peri aerón hüdatón topón – A levegőről, a vizekről és a helyekről

  - Népszerű felolvasások

  1. Peri arkhaiész iétrikész – A régi orvostudományról
  2. Peri tekhnész – Az orvos mesterségről
  3. Peri phüszeón – A levegőről

- Monográfiák
  - Anatómiai művek

  1. Peri anatomész – A boncolásról
  2. Peri kardiész – A szívről
  3. Peri adenón – A mirigyekről
  4. Peri oszeton phüsziosz – A csontok természetéről

  - Embriológiai művek

  1. Peri gonész – A spermáról
  2. Peri phüsziosz poidiu – A gyermek természetéről
  3. Peri szarkón – Az izmokról

  - Fiziológiai és általános patológiai művek

  1. Peri phüsziosz anthrópu – Az emberi természetről

  - Speciális patológiai művek

  1. Peri pathón – A bajokról
  2. Peri tón entosz pathón – A belső bajokról
  3. Peri nuszón – A betegségekről
  4. Peri hirész noszu – A szent betegségről

  - Szemészet

  1. Peri opsziosz – A látásról

  - Nőgyógyászat

  1. Peri günaikeón – A női bajokról I-II
  2. Peri günaikeisz phüsziosz – A női természetről
  3. Peri aphorón – A terméketlen nőkről
  4. Peri epiküésziosz – A túltermékenyülésről (superfecundatio)
  5. Peri heptaménu – A hét hónapos magzatról
  6. Peri oktaménu – A nyolc hónapos magzatról
  7. Peri parthenión – A szüzek betegségeiről
  8. Peri odontophüiész – A fogzásról

  - Kórtörténeti művek

  1. Epidémión biblia hepta – Az Epidémiák hét könyve

  - Prognosztikus művek

  1. Kóakai prognószeisz – Kószi prognózisok
  2. Prognósztikon – A prognózisok könyve
  3. Prorrhétikon – A kórjóslatok

  - A krízisek tanaival foglalkozó művek

  1. Peri kriszeón – A krízisekről
  2. Peri kriszimón – A kritikus napokról

  - Dietetikus művek (belgyógyászat)

  1. Peri diaitész oxeón – Az akut betegségek életrendjéről
  2. Peri diaitész hügieinész – Az egészséges étrendről
  3. Peri diaitész – Az étrendről (négy könyv)
  4. Peri hügrón khésziosz – Az italok használatáról
  5. Peri trophész – A táplálékról (aforizmagyűjtemény)

  - Sebészeti művek

  1. Peri arthón – Az ízületekről
  2. Peri agmón – A törésekről
  3. Mokhlikon – Az emelő könyve
  4. Peri tónen té kephalé trómatón – A fejsérülésekről
  5. Peri helkón – A sebekről
  6. Peri haimorrhoidón – Az aranyérről
  7. Peri szüringón – A fisztulákról

## A hippokratészi eskü
Az orvosi etika meghatározó dokumentuma az ő nevét viselő hippokratészi eskü (latinul Hippocratis Jusjurandum), amely valószínűleg a Hippokratészt megelőző időszakból (i.e.VI. századból) származik.

## Néhány Hippokratésznek tulajdonított aforizma
- Csak nem ártani (Primum nil nocere)[2]
- A beteg java a legfőbb törvény (Salus aegroti, suprema lex esto)
- Gyógyszered legyen az ételed, s ételed legyen a gyógyszered
- A művészet hosszú, az élet rövid (Ars longa, vita brevis)

## Magyarul
- Hippokrates aphorismusai; ford., jegyz. Töpler Károl; szerzői, Sopron, 1847
- Hippokrates Sebészete; ford. Sattler Jenő; Novák, Bp., 1927
- Hippokratész válogatott művei. Az ember természetéről; franciából ford. Oláh Andor; Medicina, Bp., 1965; in: Országos Orvostörténeti Könyvtár Közleményei, p. 131-207.
- Válogatások a Hippokratészi gyűjteményből; szerk. Kádár Zoltán, vál. Havas László, ford. Havas László, Németh Béla, Ritoók Zsigmond; Gondolat, Bp., 1991